# Комариная (река, впадает в Шаверы)
Комариная — река в России, протекает по Муезерскому району Карелии, параллельно проходящей менее чем в 10 км западнее государственной границе. Впадает в озеро Шаверы, через которое протекает река Лендерка. Длина реки составляет 16 км, площадь водосборного бассейна 80,2 км².
Левый приток — Виччуура. Северо-восточнее реки находится посёлок Лендеры.

## Данные водного реестра
По данным государственного водного реестра России относится к Балтийскому бассейновому округу, водохозяйственный участок реки — Реки Карелии бассейна Балтийского моря на границе РФ с Финляндией, включая озеро Лексозеро. Относится к речному бассейну реки Реки Карелии бассейна Балтийского моря.
Код объекта в государственном водном реестре — 01050000112102000010341.